# Integrin
Integrini su receptori koji posreduju vezivanje ćelije i tkiva koje je okružuju, sa bilo drugim ćelijama ili Ekstracelularnim matriksom (ECM). Oni imaju važnu ulogu u ćelijskoj komunikaciji. Oni učestvuju u definisanju ćelijskog oblika i mobilnosti, kao i u regulaciji ćelijskog ciklusa.
Tipično, receptori informišu ćeliju o molekulima u njenom okruženju, i ćelija proizvodi odgovor. Integrini učestvuju u ovom modu prenosa signala, ali oni isto tako dejstvuju u suprotnom pravcu. Oni prenose informacije sa ECM do ćelije, ali i daju indikaciju njenom okruženju o statusu ćelije, omogućavajući brz i fleksibilan odgovor na promene sredine, na primer da bi se omogućila koagulacija krvi trombocitima.
Postoj znatan broj tipova integrina, i mnoge ćelije imaju više tipova na njihovoj površini. Integrini su od vitalne važnosti za sve životinje, od sunđera do sisara. Integrini su ekstenzivno izučavani kod ljudi.
Integrini dejstvuju zajedno sa drugim proteinima, kao što su kadherini, ćelijski adhezivni molekuli i selektini, u posredovanju ćelija-ćelija i ćelija-matriks interakcija i komunikacije. Integrini vezuju ćelijsku površinu i ECM komponente kao što su fibronektin, vitronektin, kolagen, i laminin.

## Struktura
Integrini su heterodimeri koji sadrže dva distinktna lanca, α (alfa) i β (beta) podjedinice. Kod sisara, osamnaest α i osam β podjedinica je bilo karakterisano, dok genom drozofile kodira samo pet α i dve β podjedinice, i Caenorhabditis nematodi poseduju gene za dve α podjedinice i jednu β. Svaka od α i β podjedinica sadrži dva zasebna repa, svaki od kojih penetrira ćelijsku membranu i poseduje mali citoplazmatični domen.
| gen | protein | sinonimi   |
| --- | ------- | ---------- |
|     | CD49a   | VLA1       |
|     | CD49b   | VLA2       |
|     | CD49c   | VLA3       |
|     | CD49d   | VLA4       |
|     | CD49e   | VLA5       |
|     | CD49f   | VLA6       |
|     | ITGA7   | FLJ25220   |
|     | ITGA8   |            |
|     | ITGA9   | RLC        |
|     | ITGA10  | PRO827     |
|     | ITGA11  | HsT18964   |
|     | CD11D   | FLJ39841   |
|     | CD103   | HUMINAE    |
|     | CD11a   | LFA1A      |
|     | CD11b   | MAC-1      |
|     | CD51    | VNRA, MSK8 |
|     | CD41    | GPIIb      |
|     | CD11c   |            |

| gen | protein | sinonimi           |
| --- | ------- | ------------------ |
|     | CD29    | FNRB, MSK12, MDF2  |
|     | CD18    | LFA-1, MAC-1, MFI7 |
|     | CD61    | GP3A, GPIIIa       |
|     | CD104   |                    |
|     | ITGB5   | FLJ26658           |
|     | ITGB6   |                    |
|     | ITGB7   |                    |
|     | ITGB8   |                    |

## Literatura
1. ↑  Sauer FG, Fütterer K, Pinkner JS, Dodson KW, Hultgren SJ, Waksman G (1999). „Structural basis of chaperone function and pilus biogenesis”. Science. 285 (5430): 1058—61. PMID 10446050. doi:10.1126/science.285.5430.1058.
2. ↑  Xiong JP; Stehle T; Diefenbach B;  . (2001). „Crystal structure of the extracellular segment of integrin alpha Vbeta3”. Science. 294 (5541): 339—45. PMC 2885948 . PMID 11546839. doi:10.1126/science.1064535.
3. ↑  Humphries M.J. (2000). „Integrin structure”. Biochem. Soc. Trans. 28 (4): 311—339. PMID 10961914. doi:10.1042/0300-5127:0280311.
4. ↑  Nermut MV, Green NM, Eason P, Yamada SS, Yamada KM (1988). „Electron microscopy and structural model of human fibronectin receptor”. EMBO J. 7 (13): 4093—9. PMC 455118 . PMID 2977331.

## Spoljašnje veze
Медији везани за чланак Integrins на Викимедијиној остави
- Integrin
- Talin supstrate
- Integrins на 